# Dewey Robertson
Byron James John (Dewey) Robertson (Kitchener, 28 februari 1939 - Hamilton, 16 augustus 2007), beter bekend als The Missing Link, was een Canadees professioneel worstelaar die vooral bekend was van zijn tijd bij World Wrestling Federation.

## In het worstelen
- Finishers en signature moves
  - Wildman Headbutt (Diving headbutt)
  - Figure four leglock

- Managers
  - Kenny Casanova
  - Skandor Akbar
  - Baby Doll
  - Dark Journey
  - Jimmy Hart
  - Bobby Heenan
  - Percy Pringle III
  - "Nature Boy" Buddy Rogers
  - Gary Royal
  - Sheena
  - John St. John
  - Sunshine

## Prestaties
- Central States Wrestling
  - NWA Central States Heavyweight Championship (2 keer)
  - NWA Central States Tag Team Championship (5 keer: met Rufus R. Jones (1x), Steve Regal (2x) en Hercules Hernandez (2x))
  - NWA Central States Television Championship (2 keer)

- Maple Leaf Wrestling
  - NWA Canadian Heavyweight Championship (1 keer)
  - NWA International Tag Team Championship (3 keer: met Billy Red Lyons)

- Mid–Atlantic Championship Wrestling
  - NWA Mid-Atlantic Tag Team Championship (2 keer: met George Wells (1x) en Johnny Weaver (1x))

- NWA Tri–State
  - NWA United States Tag Team Championship (1 keer met Dennis Stamp)